# Basmanny-Markthalle
Die Basmanny-Markthalle (russisch Басманный рынок) nahe der Moskauer Metro-Station Baumanskaja im Stadtteil Basmanny (Bezirk Zentrum) war 1977 unter Beteiligung des Bauingenieurs Nodar Kantscheli erbaut worden.
Am frühen Morgen des 23. Februar 2006 brach das Dach unter der Schneelast zusammen, 66 Menschen wurden dabei getötet, mehr als 500 Rettungskräfte waren im Einsatz. Die Markthalle wurde nach dem Einsturz vollständig abgerissen.